# مرد آهنی (فیلم ۱۹۵۱)
«مرد آهنی» (انگلیسی: Iron Man (1951 film)) یک فیلم است که در سال ۱۹۵۱ منتشر شد. از بازیگران آن می‌توان به جف چاندلر، اولین کیز، استیون مک‌نالی، و راک هادسن اشاره کرد.